# Kaikhosru Shapurji Sorabji
Kaikhosru Shapurji Sorabji   (Chingford, 14 d'agost de 1892 - Winfrith Newburgh, 15 d'octubre de 1988), conegut popularment com a Sorabji, fou un compositor i pianista anglès del segle xx.
És conegut fonamentalment per les seves extenses i complexes obres per a piano, que requereixen per a la seva execució una portentosa tècnica. Les seves obres més destacades són Opus clavicembalisticum, amb una durada aproximada de 4 hores i mitja, els 100 Études transcendantes i les seves Symphonic Variations, d'una durada aproximada de 8 hores. Aquesta última mai ha estat executada íntegrament.

## Biografia

### Primers anys
Kaikhosru Shapurji Sorabji va néixer a Chingford, Essex (ara Gran Londres), el 14 d'agost de 1892. El seu pare, Shapurji Sorabji (1863–1932), va ser un enginyer civil Parsi nascut a Bombai, Índia. Com molts dels seus avantpassats propers, era un industrial i home de negocis. Sorabji's mother, Madeline Matilda Worthy (1866–1959), was English and born in Camberwell, Surrey (now South London). Es diu que va ser cantant, pianista i organista, però hi ha poques proves d'això. Es van casar el 18 de febrer de 1892 i Sorabji era el seu únic fill.
Poc se sap dels primers anys de vida i dels inicis musicals de Sorabji. Segons sembla, va començar a aprendre el piano de la seva mare quan tenia vuit anys, i més tard va rebre ajuda d'Emily Edroff-Smith, un músic i professor de piano que era amic de la seva mare. Sorabji va assistir a una escola d'una vintena de nois on, a més de l'educació general, va fer classes de música de piano, orgue i harmonia, així com classes d'idiomes alemany i italià. He was also educated by his mother, who took him to concerts.

### Entrada al món de la música (1913–1936)
El primer canvi important de la vida de Sorabji prové de la seva correspondència amb el compositor i crític Peter Warlock, que va començar el 1913. Warlock va inspirar a Sorabji a convertir-se en crític musical i centrar-se en la composició. Sorabji havia obtingut una matrícula però va decidir estudiar música en privat, ja que les afirmacions de Warlock sobre les universitats el van fer abandonar el seu pla d'anar a una. Així, des de principis de la dècada de 1910 fins a 1916, Sorabji va estudiar música amb el pianista i compositor Charles A. Trew. En aquesta època, es va apropar i va intercanviar idees amb els compositors Bernard van Dieren i Cecil Gray, que eren amics de Warlock. Per motius desconeguts, Sorabji no va ser reclutat durant la Primera Guerra Mundial, i tot i que més tard va elogiar l'objector de consciència pel seu coratge, no hi ha cap prova que hagués intentat registrar-se com a tal.

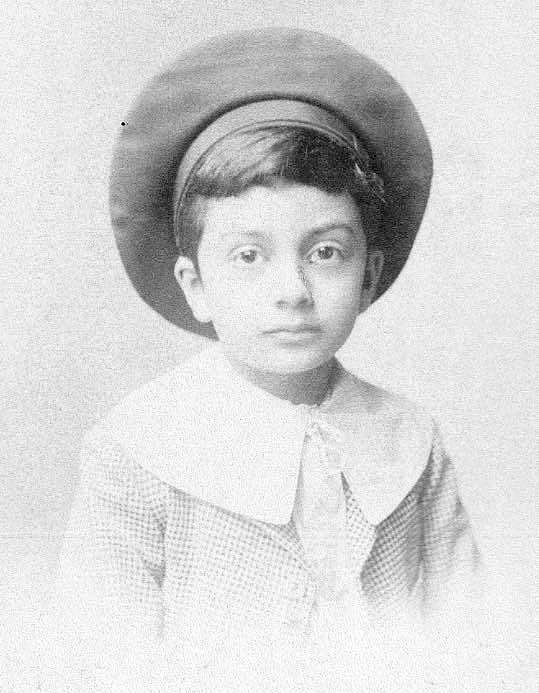
Sorabji durant la seva joventut

Les cartes de Sorabji d'aquesta època documenten els seus naixents sentiments d'alteritat, la sensació d'alienació que va experimentar com a homosexual d'ascendència mixta i el seu desenvolupament d'una identitat no anglesa. Sorabji es va unir a la comunitat parsi el 1913 o el 1914 assistint a una cerimònia de Navjote (probablement realitzada a casa seva per un sacerdot) i es va canviar el seu nom. Aparentment havia estat maltractat per altres nois de l'escola a la qual anava i el seu tutor, que pretenia convertir-lo en un cavaller anglès, feia comentaris despectius sobre l'Índia i el pegava, al cap, amb un llibre gran, que li donava maldecaps recurrents. Sorabji va dir que l'any 1914, una "multitud udolant" amb maons i pedres grans el va perseguir i el va "mig matar". Aquestes experiències s'han identificat com l'arrel de la seva antipatia per Anglaterra, i aviat descriu els anglesos com a persones que maltracten intencionada i sistemàticament els estrangers.
A finals de 1919, Warlock va enviar al crític musical Ernest Newman diverses de les partitures de Sorabji, inclosa la seva Primera Sonata per a piano. Newman els va ignorar, i el novembre d'aquell any, Sorabji va conèixer en privat el compositor Ferruccio Busoni i va tocar la peça per a ell. Busoni va expressar reserves sobre l'obra, però li va donar una carta de recomanació, que va ajudar a Sorabji a publicar-la. Warlock i Sorabji van acusar públicament a Newman d'evitar i sabotatge sistemàticament, la qual cosa va portar el crític a detallar per què no podia conèixer Sorabji ni revisar les seves puntuacions. Warlock va procedir a qualificar el comportament de Newman d'abusiu i tossut, i el problema es va resoldre després que la revista Musical Opinion reproduís la correspondència entre Sorabji i Newman.
S'ha dit que Sorabji era un principiant tardà, ja que no havia compost música abans dels 22 anys. Ja abans de començar en el món de la composició, s'havia vist atret pels avenços recents de la música artística en un moment en què no rebien molta atenció a Anglaterra. Aquest interès, juntament amb la seva ètnia, va consolidar la seva reputació com a foraster. L'estil modernista, durades cada cop més llargues i complexitat tècnica del seu les obres van desconcertar a la crítica i al públic. Tot i que la seva música va tenir els seus detractors, alguns músics la van rebre positivament: després d'escoltar Le jardin parfumé—Poema per a piano de Sorabji l'any 1930, el compositor anglès Frederick Delius li va enviar una carta admirant la "bellesa sensual real" de la peça, i cap a la dècada de 1920, el pianista francès Alfred Cortot i el compositor austríac Alban Berg es van interessar per la seva obra.
Sorabji va tocar la seva música per primera vegada en públic l'any 1920 i va fer representacions ocasionals de les seves obres a Europa durant la dècada següent. A mitjans dels anys vint, es va fer amic del compositor Erik Chisholm, cosa que va portar al període més fructífer de la seva carrera pianística. La seva correspondència va començar el 1926 i es van conèixer per primera vegada l'abril de 1930 a Glasgow, Escòcia. Més tard aquell any, Sorabji es va unir a la recentment creada Active Society for the Propagation of Contemporary Music (Societat Activa per a la Propagació de la Música Contemporània de Chisholm, els concerts dels quals van comptar amb diversos compositors i músics distingits. Malgrat les protestes de Sorabji que ell era "un compositor, que per cert, simplement, toca el piano", va ser l'intèrpret convidat que va fer més aparicions a la sèrie. Va venir a Glasgow quatre vegades i va tocar algunes de les obres més llargues que havia escrit fins ara: va estrenar Opus clavicembalisticum i la seva quarta sonata el 1930 i la seva Toccata seconda el 1936, i va fer una interpretació de Nocturne, "Jāmī" el 1931.

### Anys de reclusió

#### Alts i baixos a la vida i la música (1936 - 1949)
El 10 de març de 1936 a Londres, el pianista John Tobin va tocar una part de Opus clavicembalisticum. L'actuació va durar 90 minuts, el doble del que hauria de tenir. Sorabji se'n va anar abans d'acabar i va negar haver assistit, pagat o recolzat a l'actuació. Diversos crítics i compositors destacats van assistir al concert i van escriure crítiques negatives a la premsa, que van danyar greument la reputació de Sorabji. Sorabji va fer l'estrena de la seva Toccata seconda el desembre de 1936, que va ser la seva última aparició pública. Tres mesos abans, havia dit que ja no estava interessat en les interpretacions de les seves obres i, durant la dècada següent, va fer comentaris expressant la seva oposició a la difusió de la seva música.
Sorabji finalment va posar restriccions a les interpretacions de les seves obres. Aquests es van conèixer com a "prohibició", però no hi havia cap pronunciament oficial o executiu en aquest sentit; més aviat, va desanimar els altres de tocar la seva música públicament. Això no va ser sense precedents i fins i tot les seves primeres partitures impreses portaven una nota que reservava el dret d'actuació. En aquells anys es feien pocs concerts amb la seva música —la majoria semi-privats o fets pels seus amics i amb el seu vistiplau— i va rebutjar les ofertes per tocar les seves obres en públic. La seva retirada del món de la música s'ha atribuït normalment al recital de Tobin, però s'han donat altres motius per a la seva decisió, com ara la mort de persones que admirava (com Busoni) i el protagonisme creixent d'Igor Stravinsky i les composicions dodecafòniques. No obstant això, la dècada de 1930 va marcar un període especialment fèrtil en la carrera de Sorabji: va crear moltes de les seves grans obres i la seva activitat com a crític musical va arribar al màxim. El 1938, Oxford University Press es va convertir en l'agent dels seus treballs publicats fins a la seva mort el 1988.
Un factor important en el canvi d'actitud de Sorabji va ser la seva situació financera. El pare de Sorabji havia tornat a Bombai després del seu matrimoni el 1892, on va tenir un paper important en el desenvolupament de les indústries d'enginyeria i maquinària de cotó de l'Índia. Va ser culte musicalment i va finançar la publicació de 14 de les composicions de Sorabji entre 1921 i 1931, encara que hi ha poques evidències que visqués amb la família i que no volia que el seu fill es convertís en músic. L'octubre de 1914, el pare de Sorabji va establir el Shapurji Sorabji Trust, un fons fiduciari que proporcionaria a la seva família uns ingressos vitals que els alliberarien de la necessitat de treballar. El pare de Sorabji, afectat per la caiguda de la lliura i la rupia el 1931, va deixar de donar suport a la publicació de les partitures de Sorabji aquell mateix any, i va morir a Bad Nauheim, Alemanya, el 7 de juliol de 1932. Després d'un primer viatge a l'Índia, el segon de Sorabji (que va durar des de maig de 1933 fins a gener de 1934) va revelar que el seu pare vivia amb una altra dona des de 1905 i s'havia casat amb ella el 1929. Sorabji i la seva mare van ser exclosos del seu testament i van rebre una fracció del que van fer els seus hereus indis. Al voltant de l'any 1936 es va iniciar una acció i el matrimoni bígam va ser declarat nul per un tribunal l'any 1949, però els actius financers no es van poder recuperar.
Sorabji va contrarestar la incertesa que va experimentar durant aquest temps fent ioga. Va comentar que l'ajudava a inspirar-se i aconseguir l'enfocament i l'autodisciplina, i va escriure que la seva vida, abans "caòtica, sense forma ni forma", ara tenia "un patró i un disseny ordenats". La pràctica el va inspirar per escriure un assaig titulat "Ioga i el compositor" i compondre la Simfonia Tāntrik per a piano sol (1938 - 39), que té set moviments titulats segons els centres corporals del ioga tàntric i shaktic.
Sorabji no va fer tasques militars ni cíviques durant la Segona Guerra Mundial, fet que s'ha atribuït al seu individualisme. Les seves cartes obertes i la crítica musical no van cessar, i mai va tocar el tema de la guerra en els seus escrits. Molts dels <i id="mwAQk">100 estudis transcendentals</i> de Sorabji (1940 - 1944) van ser escrits durant els bombardejos alemanys, i va compondre durant la nit i el matí a casa seva als jardins de Clarence Gate (Marylebone, Londres) encara que la majoria dels altres blocs estaven abandonats. Els registres de guerra mostren que una bomba explosiva va colpejar Siddons Lane, on es troba l'entrada posterior al seu antic lloc de residència.

#### Admiradors i retirada interior (1950–1968)

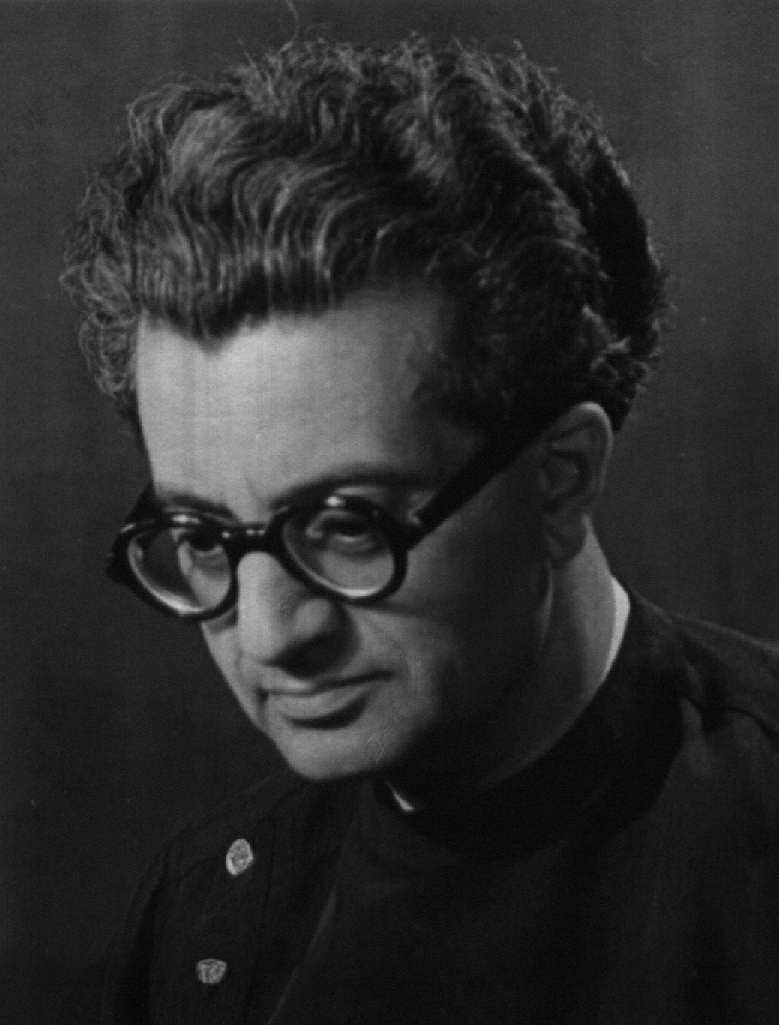
Sorabji, c. 1950

El 1950, Sorabji va deixar Londres i el 1956 es va instal·lar a The Eye, una casa que s'havia construït per ell mateix al poble de Corfe Castle, Dorset. Estava de vacances al castell de Corfe des de l'any 1928 i el lloc li atreia des de feia molts anys. L'any 1946 va manifestar el desig de traslladar-s'hi permanentment i, un cop instal·lat al poble, poques vegades s'aventurava a sortir. Tot i que Sorabji se sentia menyspreat per l'establishment musical anglès, el principal objectiu de la seva ira era Londres, a la qual va anomenar "Abocador d'escombraries humanes internacionals" i "Spivopolis" (una referència al terme spiv). Les despeses de manutenció també van tenir un paper important en la seva decisió d'abandonar la ciutat. Com a crític, no guanyava diners, i encara que el seu estil de vida era modest, de vegades es trobava amb dificultats financeres. Sorabji tenia un fort vincle emocional amb la seva mare, que s'ha atribuït en part a l'abandonament del seu pare i l'impacte que això va tenir en la seva seguretat financera. Ella el va acompanyar en els seus viatges i va passar gairebé dos terços de la seva vida amb ella fins als anys 50. També va tenir cura de la seva mare els darrers anys de la seva vida, quan ja no estaven junts.
Malgrat el seu aïllament social i la seva retirada del món de la música, Sorabji va conservar un cercle d'admiradors propers. Les preocupacions pel destí de la seva música es van intensificar a poc a poc, ja que Sorabji no va gravar cap de les seves obres i cap d'elles s'havia publicat des de l'any 1931. L'intent més ambiciós de preservar el seu llegat va ser iniciat per Frank Holliday, un entrenador i professor d'anglès que va conèixer Sorabji el 1937 i va ser el seu amic més proper durant unes quatre dècades. Entre els anys 1951 i 1953, Holliday va organitzar la presentació d'una carta convidant a Sorabji a fer enregistraments de la seva pròpia música. Sorabji va rebre la carta, signada per 23 admiradors, poc després, però va dur a terme cap nova gravació malgrat el xec adjunt de 121 guinees (equivalent a unes £3,774 l'any 2021). Sorabji estava preocupat per l'impacte que tindrien les lleis de copyright en la difusió de la seva música, però Holliday finalment el va persuadir després d'anys d'oposició, objeccions i estancament. Una mica més d'11 hores de música es van gravar a casa de Sorabji entre 1962 i 1968. Tot i que les cintes no estaven destinades a la circulació pública, es van produir filtracions i algunes de les gravacions es van incloure en una emissió de WBAI de 55 minuts de 1969 i un programa de tres hores produït per WNCN el 1970. Aquest últim es va emetre diverses vegades durant la dècada de 1970 i va ajudar a la difusió i comprensió de la música de Sorabji.

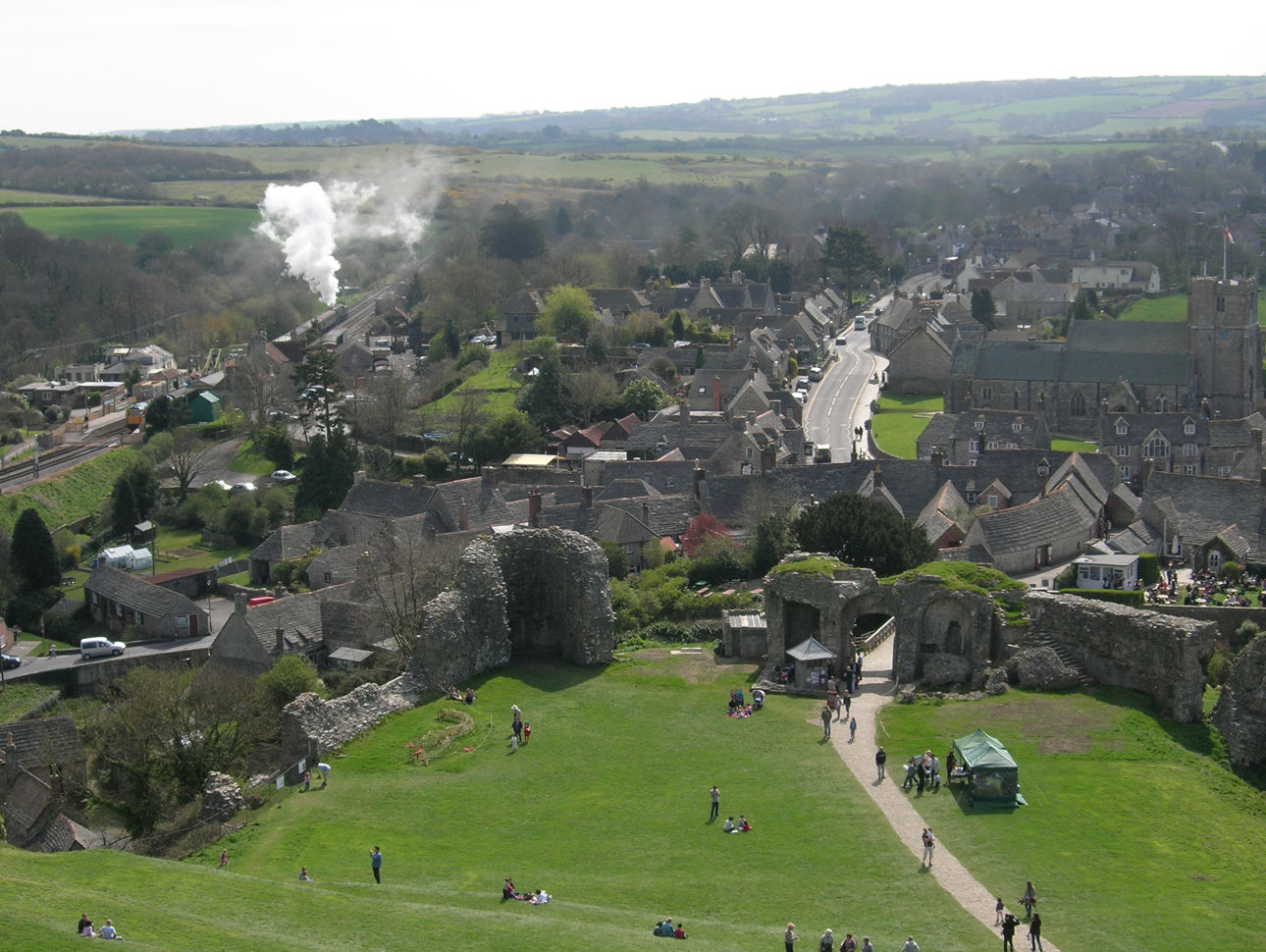
Vista del poble de Corfe Castle, Dorset, on Sorabji es va establir a la dècada de 1950 i va viure aïllada.

L'amistat de Sorabji i Holliday va tocar a la seva fi l'any 1979 a causa d'una ruptura percebuda entre ells i els desacords sobre la custòdia del llegat de Sorabji. A diferència de Sorabji, que va procedir a destruir gran part de la seva correspondència, Holliday va conservar la seva col·lecció de cartes de Sorabji i altres articles relacionats, que és una de les fonts més grans i importants de material sobre el compositor. Va prendre moltes notes durant les seves visites a Sorabji i sovint va acceptar tot el que li deia a la cara. La col·lecció va ser comprada per la Universitat McMaster (Hamilton, Ontario, Canadà) el 1988.
Un altre admirador devot va ser Norman Pierre Gentieu, un escriptor nord-americà que va descobrir Sorabji després de llegir el seu llibre Around Music (1932). Gentieu va enviar a Sorabji algunes provisions en resposta a l'escassetat de la postguerra a Anglaterra, i va continuar fent-ho durant les quatre dècades següents. A principis de la dècada de 1950, Gentieu es va oferir a pagar les despeses de microfilmar les principals obres per a piano de Sorabji i proporcionar còpies a biblioteques seleccionades. El 1952, Gentieu va crear una societat falsa (la Societat dels Coneixedors) per emmascarar la inversió financera per part seva, però Sorabji va sospitar que es tractava d'un engany. La microfilmació (que abastava tots els manuscrits musicals inèdits de Sorabji) va començar el gener de 1953 i va continuar fins al 1967 a mesura que es produïen noves obres. Les còpies dels microfilms van estar disponibles a diverses biblioteques i universitats dels Estats Units i Sud-àfrica.
Amb els anys, Sorabji es va cansar cada cop més de la composició; problemes de salut, l'estrès i la fatiga van interferir i va començar a odiar escriure música. Després de completar la Messa grande sinfonica (1955–61) —que comprèn 1.001 pàgines de partitura orquestral—, Sorabji va escriure que no tenia cap desig de continuar component, i l'agost de 1962, va suggerir que podria abandonar la composició i destruir els seus manuscrits existents. L'ansietat i l'esgotament extrems causats per qüestions personals, familiars i altres, incloses les gravacions privades i la preparació per a elles, l'havien esgotat i va fer un descans de la composició. Finalment hi va tornar, però va treballar a un ritme més lent que abans i va produir sobretot obres curtes. El 1968 va deixar de compondre i va dir que no escriuria més música. La documentació sobre com va passar els anys següents no està disponible i la seva escriptura de cartes obertes va disminuir.

### Visibilitat renovada (1969-1979)
El novembre de 1969, el compositor Alistair Hinton, aleshores estudiant del Royal College of Music de Londres, va descobrir la música de Sorabji a la Westminster Music Library i li va escriure una carta el març de 1972. Es van conèixer per primera vegada a casa de Sorabji el 21 d'agost de 1972 i ràpidament es van fer bons amics; Sorabji va començar a recórrer a Hinton per demanar consell sobre assumptes legals, entre altres temes. El 1978, Hinton i el musicòleg Paul Rapoport van microfilmar els manuscrits de Sorabji que encara no tenien còpies fetes, i el 1979 Sorabji va escriure un nou testament en el qual llegava a Hinton (ara el seu marmessor literari i musical) tots els manuscrits que tenia en poder. Sorabji, que no havia compost cap peça des de l'any 1968, va tornar a la composició el 1973 a causa de l'interès d'Hinton pel seu treball. Hinton també va persuadir a Sorabji de donar permís a Yonty Solomon per tocar les seves obres en públic, fet que va ser concedit el 24 de març de 1976 i va marcar el final de la "prohibició", encara que un altre pianista, Michael Habermann, podria haver rebut l'aprovació provisional en una data anterior. Els recitals amb la música de Sorabji es van fer més habituals, el que el va portar a unir-se a la Performing Right Society i obtenir uns petits ingressos de les regalies.
El 1977, es va produir i emetre un documental de televisió sobre Sorabji. Les imatges que hi constaven consistien majoritàriament en fotografies fixes de casa seva; Sorabji no volia ser vist i només hi va haver una breu foto d'ell fent un gest a l'equip de gravació que marxava. El 1979, va aparèixer a BBC Scotland per al centenari de Francis George Scott, i a BBC Radio 3 per commemorar el centenari de Nikolai Medtner. L'anterior emissió va portar a la primera trobada de Sorabji amb Ronald Stevenson, a qui coneixia i admirava des de feia més de 20 anys. Poc després, Sorabji va rebre un encàrrec de Gentieu (que actuava en nom de la branca de Filadèlfia de la Delius Society) i el va complir escrivint Il tessuto d'arabeschi (1979) per a flauta i quartet de corda. El va dedicar "A la memòria de Delius" i li van pagar 1.000 £ (equivalent a £5.382 el 2021).

### Darrers anys

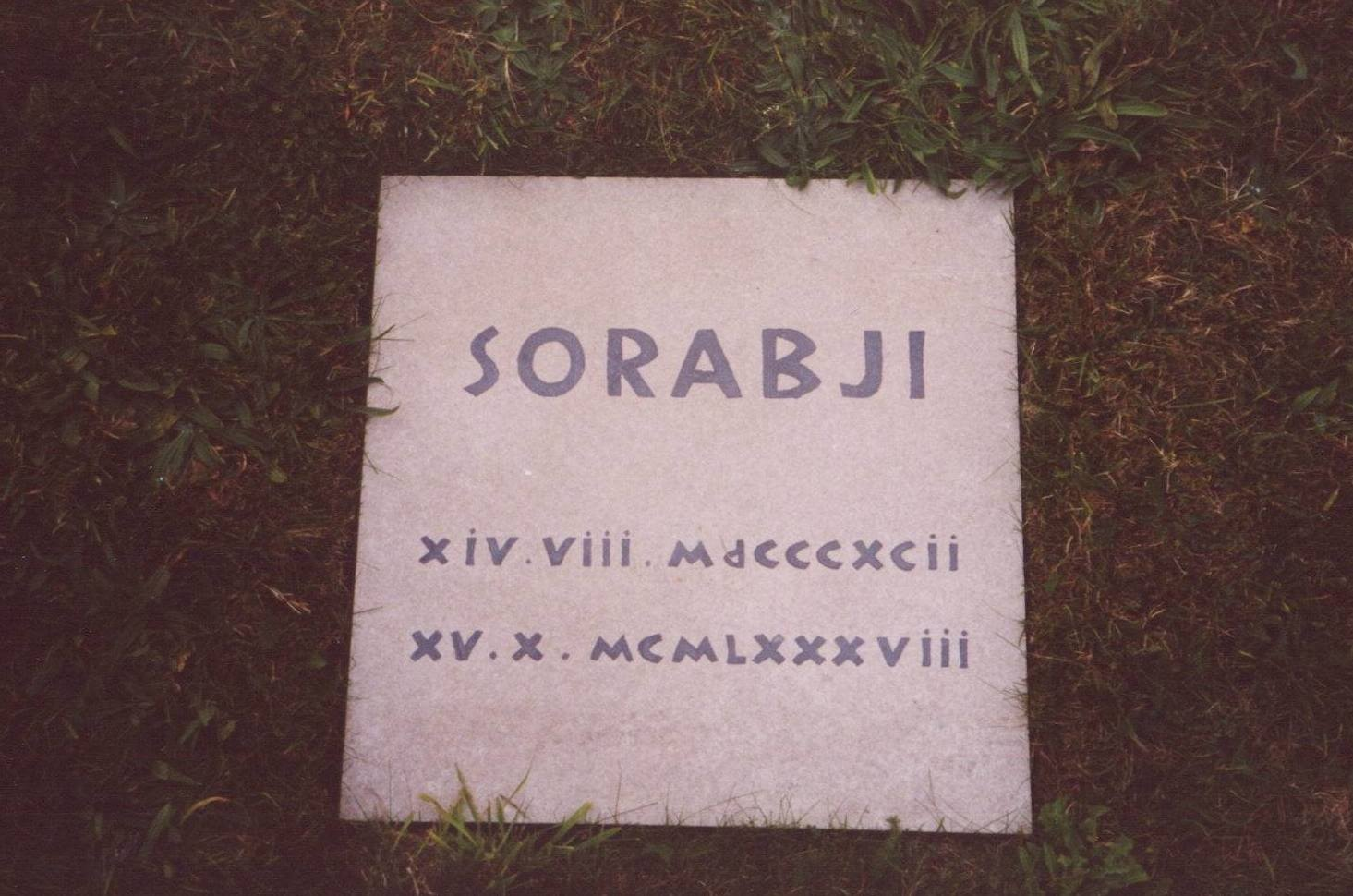
La làpida de Sorabji a "God's Acre", el cementiri del castell de Corfe

Sorabji va completar la seva darrera peça, Due sutras sul nome dell'amico Alexis, el 1984, i després va deixar de compondre a causa dels seus problemes de visió i la seva lluita física constant per tal de poder escriure. La seva salut es va deteriorar molt l'any 1986, fet que el va obligar a abandonar la seva llar i passar diversos mesos a un hospital de Wareham; l'octubre d'aquell any, va posar a Hinton (el seu únic hereu) a càrrec dels seus afers personals. En aquest moment, el Shapurji Sorabji Trust s'havia esgotat i la seva casa, juntament amb les seves pertinences (incloses unes 3.000 lliures), es van subhastar el novembre de 1986. El març de 1987, es va traslladar a la Marley House Nursing Home, una residència d'avis privada a Winfrith Newburgh (a prop de Dorchester, Dorset), on estava permanentment confinat a una cadira i va rebre atenció d'infermeria diària. El juny de 1988 va patir un ictus lleu, que el va deixar lleugerament deteriorat mentalment. Va morir d'insuficiència cardíaca i cardiopatia arterioescleròtica el 15 d'octubre de 1988 a l'edat de 96 anys. Va ser incinerat al crematori de Bournemouth el 24 d'octubre, i el mateix dia va tenir lloc el funeral al castell de Corfe a l'església de Sant Eduard, Rei i Màrtir. Les seves restes estan enterrades a "God's Acre", el cementiri del castell de Corfe.